# 藤田恵美のかみつれ雑貨店
藤田恵美のかみつれ雑貨店（ふじたえみのかみつれざっかてん）は、歌手の藤田恵美（元Le Couple）がパーソナリティを務めるラジオ番組である。
2008年4月に放送開始。放送開始時は9局ネットだった。なお、この番組ではネット局のことを「店舗」と呼んでいる。
「かみつれ」とはカモミールの和名である。コンセプトは美味しい時間、ホロリとする時間、そして、ホッとする時間をお届けする番組。おたよりの宛先はネット局ごとに藤田が読み上げている。

## ネット局

### 現在のネット局
2023年11月時点。放送時間の早い順から記載。
| 放送対象地域   | 放送局名          | 放送時間           | 備考                                                                                    |
| -------------- | ----------------- | ------------------ | --------------------------------------------------------------------------------------- |
| 静岡県         | 静岡放送 (SBS)    | 土曜 5:15 - 5:40   |                                                                                         |
| 山梨県         | 山梨放送 (YBS)    | 土曜 5:30 - 5:45   |                                                                                         |
| 熊本県         | 熊本放送 (RKK)    | 土曜 7:00 - 7:15   | 以前は日曜 6:15 - 6:30に放送されており、最終週は「RKK番組批評」放送のため休止していた。 |
| 福島県         | ラジオ福島 (rfc)  | 土曜 7:00 - 7:15   |                                                                                         |
| 石川県         | 北陸放送 (MRO)    | 土曜 7:30 - 7:45   |                                                                                         |
| 秋田県         | 秋田放送 (ABS)    | 土曜 8:30 - 7:45   |                                                                                         |
| 岩手県         | IBC岩手放送 (IBC) | 土曜 18:00 - 18:30 |                                                                                         |
| 宮崎県         | 宮崎放送 (MRT)    | 日曜 5:15 - 5:30   | 2016年10月2日より放送時間変更。                                                         |
| 新潟県         | 新潟放送 (BSN)    | 日曜 5:30 - 5:45   | 2017年10月8日より放送時間変更。                                                         |
| 福井県         | 福井放送 (FBC)    | 日曜 5:30 - 6:00   |                                                                                         |
| 山口県         | 山口放送 (KRY)    | 日曜 7:15 - 7:45   | 2016年4月3日より放送時間変更。                                                          |
| 青森県         | 青森放送 (RAB)    | 日曜 11:05 - 11:30 | 2023年4月2日より放送時間変更。特別番組編成時は休止となる。                              |
| 島根県・鳥取県 | 山陰放送 (BSS)    | 日曜 12:30 - 13:00 | 2016年10月2日より放送時間変更、放送時間が15分拡大。                                     |
| 香川県         | 西日本放送 (RNC)  | 日曜 16:30 - 17:00 |                                                                                         |
| 高知県         | 高知放送 (RKC)    | 日曜 16:30 - 17:00 | 2014年10月5日より放送時間変更。                                                         |
| 長野県         | 信越放送 (SBC)    | 月曜 19:30 - 20:00 |                                                                                         |
| 栃木県         | 栃木放送 (CRT)    | 火曜 22:00 - 22:30 |                                                                                         |

### 過去のネット局
| 放送対象地域   | 放送局名                     | 放送時間           | 備考                                               |
| -------------- | ---------------------------- | ------------------ | -------------------------------------------------- |
| 富山県         | 北日本放送 (KNB)             | 土曜 7:00 - 7:15   |                                                    |
| 岡山県         | 山陽放送（RSK）              | 日曜 9:30 - 10:00  |                                                    |
| 山形県         | 山形放送 (YBC)               | 月曜 18:15 - 18:45 | 2017年10月2日より放送時間変更。                    |
| 長崎県・佐賀県 | 長崎放送 (NBC) NBCラジオ佐賀 | 月曜 19:30 - 20:00 | 2017年4月3日より放送時間変更、放送時間が15分拡大。 |
| 岐阜県         | ぎふチャン                   | 火曜 0:30 - 1:00   |                                                    |